# SMAP 001
『SMAP 001』是SMAP首張專輯，於1992年1月1日由Victor Entertainment發行。

## 簡介
- 這張專輯在元旦1月1日發售，與後來的SMAP 003及Cool均是同一日發售。
- 「Don't Cry Baby」和「再見的戀人」均收錄在後來發售的pamS，其中「再見的戀人」被重新錄成與原版本不同的「2001版本」。

## 收錄歌曲
1. Can't Stop!! -LOVING-
  - 作詞：森浩美 / 作曲：Jimmy Johnson /編曲：船山基紀
2. Run! Run! Run!
  - 作詞：相田毅 / 作曲：谷本新 / 編曲：重實徹 / 合唱編排：松下誠
3. Subway Kids
  - 作詞：相田毅 / 作曲、編曲：野崎昌利
4. Shake U Up
  - 作詞：高柳戀 / 作曲：Joey Carbone、Mike Tavera / 編曲：清水信之
5. KISS OF FIRE
  - 作詞：森浩美 / 作曲：馬飼野康二 / 編曲：船山基紀
  - 此曲為第二張單曲『正義使者是靠不住』內的B面歌曲。
6. 天國的碎片 （日语：天国のかけら）
  - 作詞：相田毅 / 作曲、編曲：野崎昌利
  - 木村和稻垣合唱。在2004年播出的SMAP×SMAP中有五人合唱的版本。
7. Angel的秘密 （日语：Angelの秘密）
  - 作詞：相田毅 / 作曲：割田康彥 / 編曲：新川博
  - 森的獨唱歌曲。以歌詞帶有性的意味而出名。
8. Don't Cry Baby
  - 作詞：小倉めぐみ / 作曲、編曲：長岡成貢 / 合唱編排：松下誠
9. Stormy Town
  - 作詞：高柳戀 / 作曲：谷本新 / 編曲：西脇辰彌
  - 早期演唱會終結時演奏的歌曲。
10. 再見的戀人 （日语：さよならの恋人）
  - 作詞：真名杏樹/ 作曲：Joey Carbone / 編曲：椎名知夫
  - 草彅和香取合唱。
11. Can't Stop!! -LOVING- BONUS TRACK
  - 作詞：森浩美 / 作曲：Jimmy Johnson /編曲：船山基紀

## 外部連結
- SMAP 001（页面存档备份，存于） （Victor Entertainment）（日語）